# 丹尼利夫卡 (罗兹迪利纳区)
46°59′32″N 30°7′46″E / 46.99222°N 30.12944°E
丹尼利夫卡（烏克蘭語：Данилівка）是位於烏克蘭西南部的村莊，由敖德萨州羅茲迪利納區的新博里西夫卡市鎮負責管轄。該村始建於1927年，面積0.78平方公里，海拔高度146米，2001年人口48，人口密度每平方公里61.54人。